# تفجيرا إدلب (فبراير 2019)
وقعَ تفجيرا إدلب في صبيحة يوم 18 شباط/فبراير 2019 حيثُ هزّت المدينة وبالتحديد دوار الجرة انفجارين عنيفين تسبّبا في وقوع عشرات الضحايا بينَ قتلى وجرحى.
لم تتبنى أيّ جهة المسؤولية عن الهجوم؛ إلّا أن بعض النشطاء في المعارضة السوريّة اتهموا هيئة تحرير الشام (جبهة النصرة سابقًا) بالوقوف وراءَ العمليّة لأسباب غير معروفة.

## خلفيّة
لعبت مدينة إدلب وضواحيها دورًا مهمًا في الثورة السوريّة التي اندلعت عام 2011 كما شهدت المدينة عدّة اشتباكات بين مُختلف الأطراف للسيطرة عليها ثمّ ازدادَ الوضعُ تعقيدًا عقبَ ظهور كذا جماعات إسلاميّة تناحرت فيما بينها من أجل بسطِ السيطرة على المنطقة.
بعدَ مرور ثماني سنوات على اندلاع الثورة؛ لم يُحدد مصير المدينة بعد بالرغمِ من سعي النظام – ومن ورائه روسيا وإيران – إلى تهجير المعارضة منها وضمّها لقائمة «المناطق المُسترجَعة». أثرت كل هذه الأحداث على المدينة بشكل أو بآخر مما أدى إلى انفلات أمني نجمَ عنهُ موجة انفجارات استهدفت المدنيين على مدار عدّة أشهر دونَ معرفة المسؤول في معظم الهجمات. بحلول 18 يناير/كانون الثاني؛ شهدت المدينة انفجارًا عنيفًا ضرب المدخل الجنوبي ممّا أدى إلى مقتل أكثر من 15 شخصًا وجرح العشرات. في نفسِ اليوم؛ فجرت امرأة نفسها في مقر «حكومة الإنقاذ» دون وقوع قتلى وقد أشارت أصابعُ الاتهام إلى تنظيم الدولة الذي نفى وقوفه وراء العمليّة.

## الهجوم
َوقعَ التفجير الأوّل عندَ دوار الجرة وذلكَ بعدما انفجرت سيارة مفخخة مما تسبّب في سقوط عددٍ من الجرحى؛ إصابات بعضهم بليغة. خلالَ تجمّع المدنيين لمعرفة ما حصل وفي ظل هرع فرق الإسعاق لإنقاذ المدنيين انفجرت دراجة ناريّة مفخخة على مقربة من المكان نفسه مما أسفر عن مقتل 8 مدنيين في عينِ المكان وإصابة نحو 30 آخرين بما في ذلك بعضُ المسعفين.